# Дадо Пршо
Миладин „Дадо” Пршо (рођен 5. новембра 1974. у Задру) бивши је хрватски фудбалер српског порекла. Играо је на позицији нападача.

## Клупска каријера
Каријеру је започео у Хајдуку из Сплита где је прошао омладинску школу, a затим је наставио да игра у НК Пазинки а 1993. године је отишао у Француску, где је играо у клубовима Ст. Рафаел и Руан. У сезони 1997/98. отишао је на Корзику у Ајачио где је остао две године. Након тога прелази у Монако. У сезони 2003/04. дошао је са Монаком до финала Лиге шампиона и дао укупно седам погодака. Четири поготка је дао на свој 29. рођендан у победи 8:3 против Депортиво ла Коруње чиме је изједначио рекорд Лиге шампиона са Марком ван Бастеном и Андријем Шевченком. За Глазгов ренџерсе потписује у јулу 2004. године и у клубу остаје до краја играчке каријере коју је 2007. године морао прекинути због повреде.

## Репрезентативна каријера
За репрезентацију Хрватске је одиграо 32 утакмице и постигао 9 голова. Био је члан тима на Европском првенству 2004. у Португалу и на Светском првенству 2006. у Немачкој.